# Hermine Kubanek
Hermine Kubanek (* 1. Februar 1917 in St. Ulrich bei Steyr, Oberösterreich; † 17. Oktober 2001 in Steyr, Oberösterreich) war eine österreichische Politikerin (SPÖ).

## Leben
Hermine Kubanek war nach dem Besuch der Pflichtschulen einfache Hausfrau. Nach dem Zweiten Weltkrieg zählte sie zu einer der Mitbegründerinnen des Österreichischen Gewerkschaftsbundes (ÖGB). 1946 bis 1950 war sie Mitarbeiterin in der Bezirksleitung in Steyr.
1954 bis 1955 war Kubanek Abgeordnete der SPÖ zum Oberösterreichischen Landtag. Im November 1967 wurde sie als Mitglied des Bundesrats in Wien vereidigt. Der Länderkammer gehörte Kubanek bis Oktober 1979 an.